# Mikroregion Chebsko
Mikroregion Chebsko je svazek obcí v okresu Cheb, jeho sídlem je Cheb a jeho cílem je vzájemná pomoc při prosazování a uskutečňování komplexního územního, ekonomického a sociálního rozvoje. Sdružuje 10 obcí a byl založen v roce 2003.

## Obce sdružené v mikroregionu
- Dolní Žandov
- Cheb
- Libá
- Lipová
- Odrava
- Okrouhlá
- Pomezí nad Ohří
- Poustka
- Skalná
- Tuřany